# جواز سفر ليسوتو
يصدر جواز سفر ليسوتو لمواطني ليسوتو للسفر خارج البلاد. اعتبارًا من 2 يوليو 2021 كان لدى مواطني ليسوتو إمكانية دخول 73 دولة وإقليم بدون تأشيرة أو تأشيرة عند الوصول، مما جعل جواز سفر ليسوتو يحتل المرتبة 71 من حيث حرية السفر وفقًا مؤشر هينلي لجوازات السفر.